# Pontificia Universidad Católica del Perú
La Pontificia Universidad Católica del Perú (PUCP) es una universidad privada ubicada en el distrito de San Miguel, en la ciudad de Lima, capital del Perú. Fundada el 24 de marzo de 1917 por el sacerdote de la Congregación de los Sagrados Corazones, Jorge Dintilhac, la institución funcionó originalmente como «Universidad Católica del Perú», y se ha convertido en la universidad privada más antigua de Perú. La universidad recibió el estatus pontificio de la Santa Sede el 30 de septiembre de 1942, y desde entonces se la conoce por su nombre actual. 
La universidad funcionó inicialmente en el Colegio Sagrados Corazones Recoleta, situado en la plaza Francia de Lima. Posteriormente, el historiador y político peruano José de la Riva-Agüero y Osma se convirtió en el principal benefactor de la institución al dejarle en herencia la mayor parte de sus bienes. En aquella época, el instituto era un centro educativo conservador asociado a la Iglesia católica, a diferencia de su alma mater y destinataria inicial de su herencia, la Universidad Nacional Mayor de San Marcos. Riva-Agüero creía que allí predominaban las ideas liberales y el ateísmo. En 1944, tras el fallecimiento de su benefactor, las propiedades como la casa Riva-Agüero, la casa O'Higgins y la hacienda Pando pasaron a pertenecer a la universidad. En esta última se edificaría su actual campus principal. En 1949 la universidad recibe el mismo estatus y autonomía que el de una universidad nacional. En la actualidad cuenta con 15 facultades, una escuela de postgrado, múltiples institutos y un centro cultural.
En la clasificación mundial de universidades QS de 2024, la universidad se ubicó en el 1.ᵉʳ lugar nacional. La PUCP es miembro del Consorcio de Universidades.

## Historia

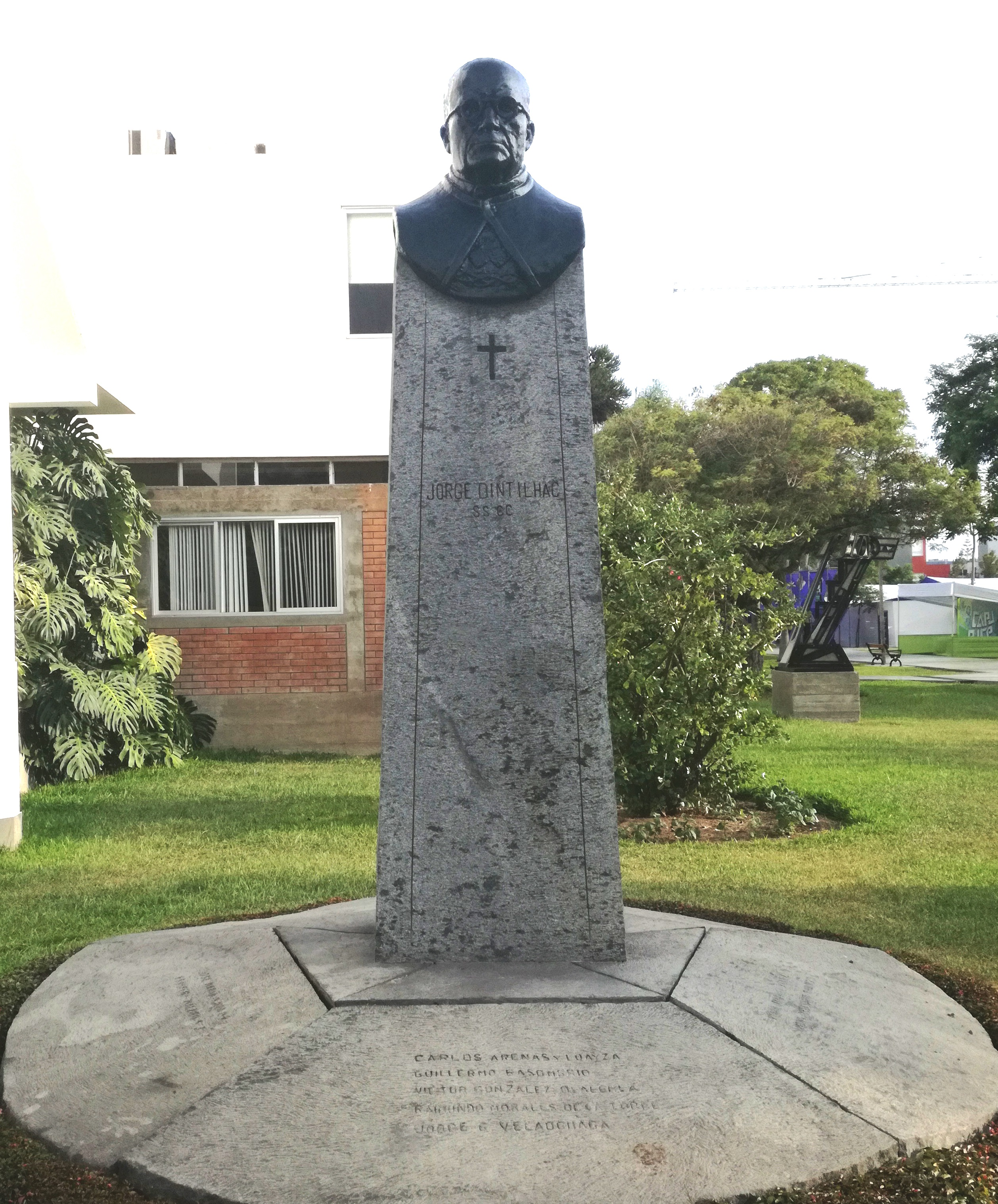
Busto del sacerdote Jorge Dintilhac, fundador de la Pontificia Universidad Católica del Perú.

La Pontificia Universidad Católica del Perú fue fundada el 24 de marzo de 1917, por el padre Jorge Dintilhac de la Congregación de los Sagrados Corazones y reconocida oficialmente por el Estado peruano esa misma fecha, mediante una resolución suprema firmada por el presidente José Pardo y Barreda.
Sus primeras facultades fueron la de Letras y la de Jurisprudencia, que comenzaron a funcionar en el Colegio Sagrados Corazones Recoleta, ubicado en la Plaza Francia, en el centro de Lima. En los años siguientes, se crearían nuevas unidades de estudio. En 1932, se crearon el instituto superior de ciencias comerciales, el instituto femenino de estudios superiores, y el instituto de idiomas. En 1933, se crearon las facultades de ingeniería y de ciencias políticas y económicas. En 1935, se creó la escuela de pedagogía. En 1936, la escuela normal urbana. Así también la Academia de arte católico fue fundada en 1939, y la Sección superior de Pedagogía en 1942. Ese mismo año, al cumplir 25 de creación, la universidad recibe el título de "Pontificia", otorgado por el papa Pío XII.
En 1944, al fallecer el pensador peruano José de la Riva-Agüero y Osma, quien decidió dejar su herencia a la Universidad Católica del Perú, la Universidad Católica del Perú recibió el fundo Pando (un terreno de 45 hectáreas), varios inmuebles en el centro de Lima y terrenos rurales en Lima y Pisco. De esta manera, José de la Riva-Agüero se convirtió en el principal benefactor de la universidad hasta la actualidad.
En 1959, se empezaron a construir los primeros edificios en el nuevo campus de la universidad. Años antes, en 1947, fue creada la facultad de educación y, en 1953, se inauguró el Instituto Riva-Agüero, en honor al gran benefactor de la universidad. En 1959, se crearon la escuela de estudios religiosos y la facultad de agronomía, que sería desactivada años después. En el periodo entre 1953 y 1962, la PUCP se asoció a las principales organizaciones internacionales de universidades, entre las que figuran la Federación Internacional de Universidades Católicas y la Asociación Internacional de Universidades.

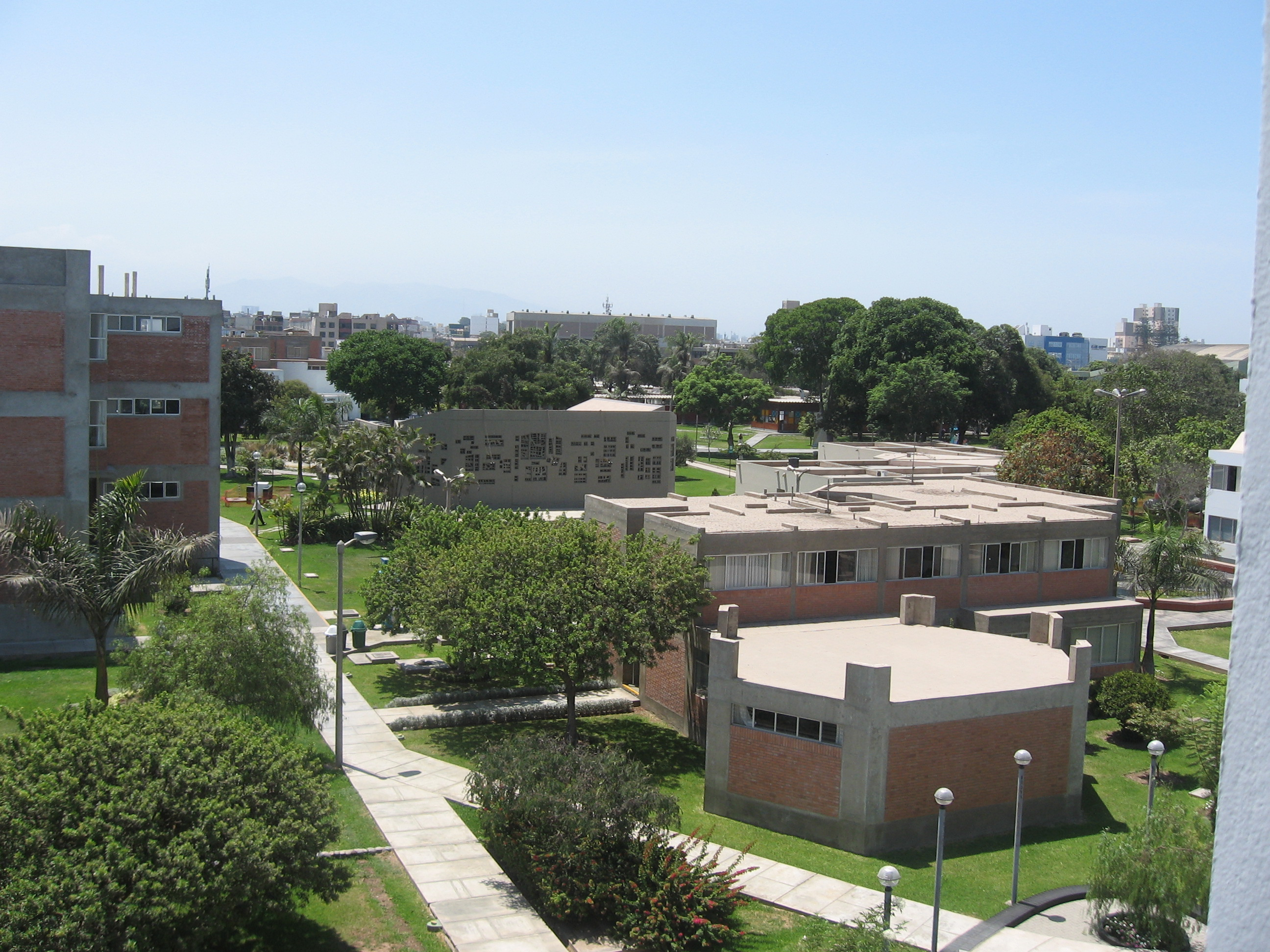
Vista de la PUCP desde el Edificio Z.

En 1965, la universidad contaba con 4700 alumnos, por lo cual desarrolló un programa de crecimiento planificado mediante el cual el número de estudiantes creció controladamente en un 4% anual (hasta los casi 25 000 con los que cuenta actualmente). El año siguiente, en 1966, se creó el Departamento de Ciencias que incluía las especialidades de física, matemáticas y química. En 1972, se implementaron los programas de estudios generales constituidos como unidades académicas autónomas, divididas en dos grandes campos: ciencias y letras. En 1977, se creó el programa académico de trabajo social, y en 1981, el de arte. El 3 de febrero de 1986, se crea el nuevo instituto de idiomas (INIPUC), destinado a la enseñanza del idioma inglés y español.
En 1992, se creó el Centro de Servicios y Transferencia Tecnológica (siglas: CTT-PUCP), actualmente INNOVAPUCP, orientando a canalizar la oferta tecnológica de la PUCP a entidades públicas y privadas del país. En 1994, se inaugura el Centro Cultural (siglas: CCPUCP). En 1998 inicio sus actividades la facultad de ciencias y artes de la comunicación; en 2000, hizo lo propio el centro de negocios CENTRUM Católica y en 2002, la facultad de Arquitectura y Urbanismo. En 2005, se crea la especialidad de ciencia política y gobierno, y la facultad de gestión y alta dirección. En 2014 se crea la facultad de artes escénicas que reúne a la escuela de teatro, la escuela de danza y la escuela de música.

### Controversia y disputa de los títulos Pontificia y Católica
Por una disputa entre esta universidad y la Santa Sede sobre la aprobación de los estatutos de la universidad, el 21 de julio de 2012, la Santa Sede, por medio de un decreto, prohibió a la universidad el uso de los términos "Pontificia" y "Católica" en su nombre. El primero de estos títulos lo confiere la Santa Sede, y el segundo el Obispo del lugar. A fines de 2012, el Cardenal Juan Luis Cipriani Thorne, por entonces Gran Canciller, retiró el mandato canónico para la enseñanza de la Teología Católica en la universidad, al considerar que esta no cumplía con los mínimos de fidelidad doctrinal que la Santa Sede exige para ello, pese a lo cual la universidad continuó utilizando los títulos de Pontificia y Católica al ser marca registrada de manera legal en el Perú. Los títulos le serían devueltos a la universidad por la Santa Sede en noviembre de 2016, al mismo tiempo anunció el cargo de Gran Canciller al Cardenal italiano Giuseppe Versaldi.

## Organización

### Gobierno
| Rector | Nombre                        | Período         |
| ------ | ----------------------------- | --------------- |
| 1.º    | Jorge Dintilhac               | 1917-1947       |
| 2.º    | Pedro Pablo Drinot y Piérola  | 1924-1925       |
| 3.º    | Víctor Andrés Belaúnde        | 1946-1947       |
| 4.º    | Rubén Vargas Ugarte           | 1947-1953       |
| 5.º    | Fidel Tubino Mongilardi       | 1953-1962       |
| 6.º    | Felipe Mac Gregor             | 1963-1977       |
| 7.º    | José Tola Pasquel             | 1977-1989       |
| 8.º    | Hugo Sarabia Swett            | 1989-1994       |
| 9.º    | Salomón Lerner Febres         | 1994-2004       |
| 10.º   | Luis Guzmán-Barrón Sobrevilla | 2004-2009       |
| 11.º   | Marcial Rubio Correa          | 2009-2018       |
| 12.º   | Efraín Gonzales de Olarte     | 2018-2019       |
| 13.º   | Carlos Garatea Grau           | 2019-2024       |
| 14.º   | Julio del Valle Ballón        | 2024-actualidad |

La Pontificia Universidad Católica del Perú es autónoma en los ámbitos administrativo, económico, normativo, de gobierno y académico. Si bien la Iglesia católica no tiene una participación directa en la administración de la universidad, hasta 2016 la universidad reconoció como su gran canciller (título honorífico) al Arzobispo de Lima. Recientemente este cargo ha sido otorgado al prefecto de la congregación para la educación católica de la Santa Sede en el Perú. La universidad es gobernada por sus docentes, quienes eligen a sus autoridades directamente, con participación parcial de los estudiantes y egresados (tercio estudiantil).
- Autoridades eclesiásticas: Actualmente, el Cardenal Carlos Castillo Mattasoglio ocupa el cargo de Gran Canciller;[8] no obstante, este es un título honorífico y no se ocupa del gobierno de la universidad. Esta tarea queda reservada para el rector, quien es la máxima autoridad en aquella área. Las funciones del Gran Canciller se centran en la relación institucional entre la Universidad y la Iglesia católica. Asimismo, es el encargado de otorgar el mandato canónico a los profesores de materias de teología. Además, el estatuto de la universidad considera la presencia de cinco representantes del Episcopado Peruano ante la Asamblea Universitaria, quienes son designados por la Conferencia Episcopal de Perú. Los obispos que conforman la Asamblea Universitaria por el período 2022-2015 son el Vice Gran Canciller monseñor Miguel Cabrejos Vidarte O.F.M., Cardenal Pedro Barreto, monseñor Javier del Río Alba, monseñor Robert Prevost Martínez O.S.A., y monseñor Juan José Salaverry Villarreal O.P. El Director Académico de Relaciones con la Iglesia tiene un puesto con voz y voto ante el Consejo Universitario de la PUCP. Entre sus funciones destacan: velar por el mantenimiento y fortalecimiento de la identidad católica, promover el permanente diálogo en torno al tema de la fe y colaborar en mantener una buena relación entre la universidad y el episcopado.

- Asamblea universitaria: La Asamblea Universitaria es el mayor órgano de gobierno de la Universidad. Está integrada por el rector, los tres vicerrectores, los doce decanos de las unidades académicas, los treinta representantes de los profesores ordinarios (divididos por cada departamento académico), los veintiséis representantes estudiantiles, los dos representantes de los estudiantes graduados y los cinco representantes del Episcopado Peruano. Su misión es velar por el correcto funcionamiento de lo académico, normativo y administrativo en la PUCP. Es la encargada de elegir al rector y a los vicerrectores y, de darse el caso, declarar la vacancia de sus cargos; acordar la creación, fusión, supresión o reestructuración de las unidades académicas, sus especialidades o sus secciones; elegir anualmente al Comité Electoral Universitario. La Asamblea Universitaria se reúne en sesión ordinaria una vez al semestre y extraordinariamente por iniciativa del Rector.

- Consejo Universitario: El Consejo Universitario es el mayor órgano de promoción y de ejecución de la PUCP. Está integrado por el rector, los tres vicerrectores, cinco de los decanos, un jefe de departamento, los seis directores académicos, y cuatro de los veintiséis representantes estudiantiles (pertenecientes a la Asamblea Universitaria) y un representante de los estudiantes graduados (perteneciente a la Asamblea Universitaria).

- Rectorado: El Rector es el representante legal de la universidad, siendo quien preside los dos órganos principales de gobierno de la Universidad: la Asamblea Universitaria y el Consejo Universitario. Existen además tres vicerrectores: académico, de investigación y administrativo. Ellos apoyan al rector en el gobierno de la Universidad y, en caso de impedimento o vacancia, uno de ellos asume el cargo. De acuerdo al estatuto de la PUCP, todo rector debe haber ejercido la docencia en esta universidad. La Universidad fue fundada por el primero de ellos, el padre Jorge Dintilhac SS.CC., quien la gobernó, con algunas interrupciones breves, durante treinta años (entre 1917 y 1947). En 1924, el padre Dintilhac renunció al cargo, el cual fue asumido por monseñor Pedro Pablo Drinot y Piérola, quien falleció en enero del año siguiente, causando el regreso del padre Dintilhac al rectorado. En 1946, debido al delicado estado de salud del padre Dintilhac, Víctor Andrés Belaúnde fue nombrado rector pro tempore, cargo que ocuparía hasta 1947, año de la muerte del padre Dintilhac. Los siguientes rectores serían el padre Rubén Vargas Ugarte, S.J. (entre 1947 y 1953) y monseñor Fidel Tubino Mongilardi (entre 1953 y 1962). El R.P. Felipe Estanislao Mac Gregor Rolino S.J. fue uno de los rectores más influyentes de la universidad (entre 1963 y 1977), ya que presidió el plan de renovación institucional y gobernó la universidad durante los años de combustión política y social en el Perú de los gobiernos militares de Juan Velasco Alvarado y Francisco Morales Bermúdez. José Tola Pasquel, quien fue nombrado rector en 1977, fue quien dio inicio a la línea de rectores laicos en la PUCP. Le seguirían Hugo Sarabia Swett en 1989, Salomón Lerner Febres en 1994, Luis Guzmán-Barrón Sobrevilla, Marcial Rubio Correa en 2009, Carlos Garatea Grau en 2019 y Julio del Valle Ballón en 2024.

### Áreas académicas
La universidad ofrece varios programas de estudios de pregrado, maestrías y doctorados, agrupados en sus facultades y escuelas:
| Pregrado | Pregrado |
| --- | --- |
| Facultad de Arquitectura y Urbanismo | - Arquitectura |
| Facultad de Ciencias e Ingeniería | - Física - Matemáticas - Química - Estadística - Ingeniería Biomédica (en convenio con la UPCH) - Ingeniería Civil - Ingeniería Electrónica - Ingeniería Geológica - Ingeniería Industrial - Ingeniería Informática - Ingeniería Mecánica - Ingeniería Mecatrónica - Ingeniería de Minas - Ingeniería Ambiental y Sostenible - Ingeniería de Telecomunicaciones |
| Facultad de Derecho | - Derecho |
| Facultad de Gestión y Alta Dirección | - Gestión |
| Facultad de Ciencias Contables | - Contabilidad |
| Facultad de Ciencias Sociales | - Antropología - Economía - Finanzas - Relaciones Internacionales - Sociología - Ciencia Política y Gobierno |
| Facultad de Ciencias y Artes de la Comunicación | - Comunicación audiovisual - Comunicación para el Desarrollo - Periodismo - Publicidad |
| Facultad de Letras y Ciencias Humanas | - Arqueología - Ciencias de la Información - Filosofía - Geografía y Medio Ambiente - Historia - Lingüística y Literatura - Humanidades |
| Facultad de Psicología | - Psicología |
| Facultad de Arte y Diseño | - Diseño Gráfico - Diseño Industrial - Escultura - Grabado - Pintura - Arte, moda y diseño textil - Educación Artística (bachillerato) |
| Facultad de Artes Escénicas | - Danza - Teatro - Música - Creación y producción escénica |
| Facultad de Educación | - Educación Inicial - Educación Primaria - Educación Secundaria |
| Facultad de Gastronomía, Hotelería y Turismo | - Hotelería - Gastronomía - Turismo |
| Maestrías | |
| Artes | - Artes Escénicas - Musicología |
| Centrum PUCP (Administración) | - Global MBA (CENTRUM Católica) - MBA Calgary (CENTRUM Católica) - MBA Gerencial (CENTRUM Católica) - MBA Internacional (CENTRUM Católica) - MBA Tiempo Completo (CENTRUM Católica) - MBA Virtual (CENTRUM Católica) |
| Ciencias Básicas y Aplicadas | - Informática - Estadística - Física - Física Aplicada - Química - Matemáticas - Matemáticas Aplicadas |
| Ciencias y Artes de la Comunicación | - Comunicaciones - Comunicación en Salud |
| Derecho | - Derecho Bancario y Financiero - Derecho Civil - Derecho Constitucional - Derecho de la Empresa - Derecho de la Empresa con Especialidad en Regulación de Negocios - Derecho de la Empresa con Especialidad en Gestión Empresarial - Derecho de la Propiedad Intelectual y de la Competencia - Derecho del Trabajo y de la Seguridad Social - Derecho Internacional Económico - Derecho Penal - Derecho con mención en Política Jurisdiccional - Derecho con mención en Política Jurisdiccional - Especialidad en Gestión y Política Judicial - Derecho Procesal - Derecho Tributario |
| Ciencias Sociales | - Antropología - Antropología Visual - Ciencia Política y Gobierno - Economía - Políticas Educativas - Sociología |
| Educación | - Educación - Educación con mención en Dificultades de Aprendizaje - Enseñanza de las Matemáticas - Fonoaudiología |
| Humanidades | - Estudios Teóricos en Psicoanálisis - Filosofía - Historia - Lingüística - Literatura Hispanoamericana - Psicología Comunitaria con mención en Salud Mental o Intervención en Desastres - Psicología Clínica de la Salud |
| Ingeniería | - Ingeniería Biomédica - Ingeniería Civil - Ingeniería de Control y Automatización - Ingeniería y Ciencias de los Materiales - Ingeniería Mecánica - Ingeniería Industrial - Ingeniería de Soldadura |
| Estudios Andinos | - Antropología con mención en Estudios Andinos - Arqueología con mención en Estudios Andinos - Historia con mención en Estudios Andinos - Lingüística con mención en Estudios Andinos |
| Interdisciplinarias | - Antropología Forense y Bioarqueología - Derechos Humanos - Desarrollo Ambiental - Estudios Culturales - Gerencia Social - Gestión y Política de la Innovación y la Tecnología - Regulación de los Servicios Públicos - Relaciones Laborales |
| Doctorados | |
| - Antropología - Antropología, Arqueología, Historia y Lingüística Andinas - Ciencia Política y Gobierno - Derecho - Economía - Filosofía - Física - Ingeniería - Gerencial DBA (CENTRUM Católica) - Matemáticas - Psicología | |

#### Unidades académicas
Integradas por profesores y alumnos, las unidades académicas son las unidades básicas de la universidad. Su principal objetivo es a la formación académica y profesional. Cada unidad académica es servida por uno o más departamentos académicos. Cada unidad académica es gobernada por un consejo, el cual está formado por entre tres y cuatro estudiantes, entre seis y ocho docentes, y un decano, el cual lidera el consejo y es la cabeza visible de la unidad. La universidad posee actualmente trece unidades académicas: dos estudios generales, una escuela de graduados y 10 facultades. Cada facultad tiene una o más especialidades. Cada especialidad representa a una carrera profesional enseñada en la universidad, cada una de ellas está dirigida por un coordinador.
- Facultad de Letras y Ciencias Humanas (1917)
- Facultad de Derecho (1919)
- Facultad de Ciencias Contables (1932)
- Facultad de Ciencias e Ingeniería (1933)
- Facultad de Arte y Diseño (1939)
- Facultad de Educación (1947)
- Facultad de Ciencias Sociales (1964)
- Escuela de Graduados (1971)
- Estudios Generales Letras, siglas: EEGGLL (1977)
- Estudios Generales Ciencias, siglas: EEGGCC (1977)
- Facultad de Ciencias y Artes de la Comunicación (1998)
- Facultad de Arquitectura y Urbanismo (2002)
- Facultad de Gestión y Alta Dirección (2005)
- Facultad de Artes Escénicas (2014)
- Facultad de Psicología (2016)

#### Departamentos académicos
Los departamentos académicos son las unidades que agrupan a los profesores de la universidad. Cada departamento académico representa un área del conocimiento tratada en la Universidad sobre la cual se desarrolla investigación, enseñanza y proyección social. Cada departamento es dirigido por un jefe de departamento y está constituido por una o más secciones. Cada sección representa a una carrera profesional y está dirigida por un coordinador.
- Departamento de Arquitectura (2002)
- Departamento de Arte (1979)
- Departamento de Ciencias (1966)
- Departamento de Ciencias Administrativas (1969)
- Departamento de Ciencias de la Gestión (2005)
- Departamento de Ciencias Sociales (1969)
- Departamento de Comunicaciones (1997)
- Departamento de Derecho (1969)
- Departamento de Economía (1969)
- Departamento de Educación (1971)
- Departamento de Humanidades (1969)
- Departamento de Ingeniería (1969)
- Departamento de Psicología (2004)
- Departamento de Teología (1994)
- Departamento de Artes Escénicas (2014)

#### Direcciones académicas
Las direcciones académicas son las unidades encargadas de organizar y supervisar áreas específicas del quehacer institucional. Actualmente, la universidad cuenta con seis unidades de este tipo, cada una con un director a la cabeza.
- Dirección académica de economía (siglas: DAE)
- Dirección académica de planeamiento y evaluación (siglas: DAPE)
- Dirección académica del profesorado (siglas: DAP)
- Dirección académica de relaciones con la Iglesia
- Dirección académica de relaciones institucionales (siglas: DARI)
- Dirección académica de responsabilidad social (siglas: DARS)

### Organizaciones estudiantiles
La universidad cuenta con las siguientes organizaciones estudiantiles:
- Federación de Estudiantes de la PUCP (siglas: FEPUC): Es el ente encargo de representar, defender y conglomerar a los más de 17 mil estudiantes de la universidad. Está conformada por un presidente, un vicepresidente y cinco secretarios (que se eligen anualmente en noviembre de cada año), regidos por un estatuto y controlados por la junta de fiscales. Su órgano deliberativo máximo es la asamblea de delegados FEPUC donde participan representantes de todas las facultades. Además de la defensa y organización estudiantil, realiza actividades como conferencias, debates, foros e informes, así como también se encarga de promover marchas a favor de los derechos estudiantiles, la justicia y la democracia; difundir la importancia de los derechos humanos, y organizar diversas actividades estudiantiles. Fue creada por los propios estudiantes en 1955.
- Representantes estudiantiles en la Asamblea (siglas: REA): Está conformada por los 26 alumnos que son parte de la asamblea universitaria. Nace a partir de la legislación universitaria durante el gobierno del presidente Juan Velasco Alvarado en la década de los 70.
- Comisión Estudiantil del Consorcio de Universidades: Fomenta una organización estudiantil que sea parte activa en la elaboración y difusión de actividades que incentiven la interrelación de los estudiantes en diversos ámbitos, de manera que contribuya a una mayor formación integral de los estudiantes miembros del Consorcio, actualmente esta delegación está conformada por dos alumnos de cada universidad.

## Campus

### Campus Pando

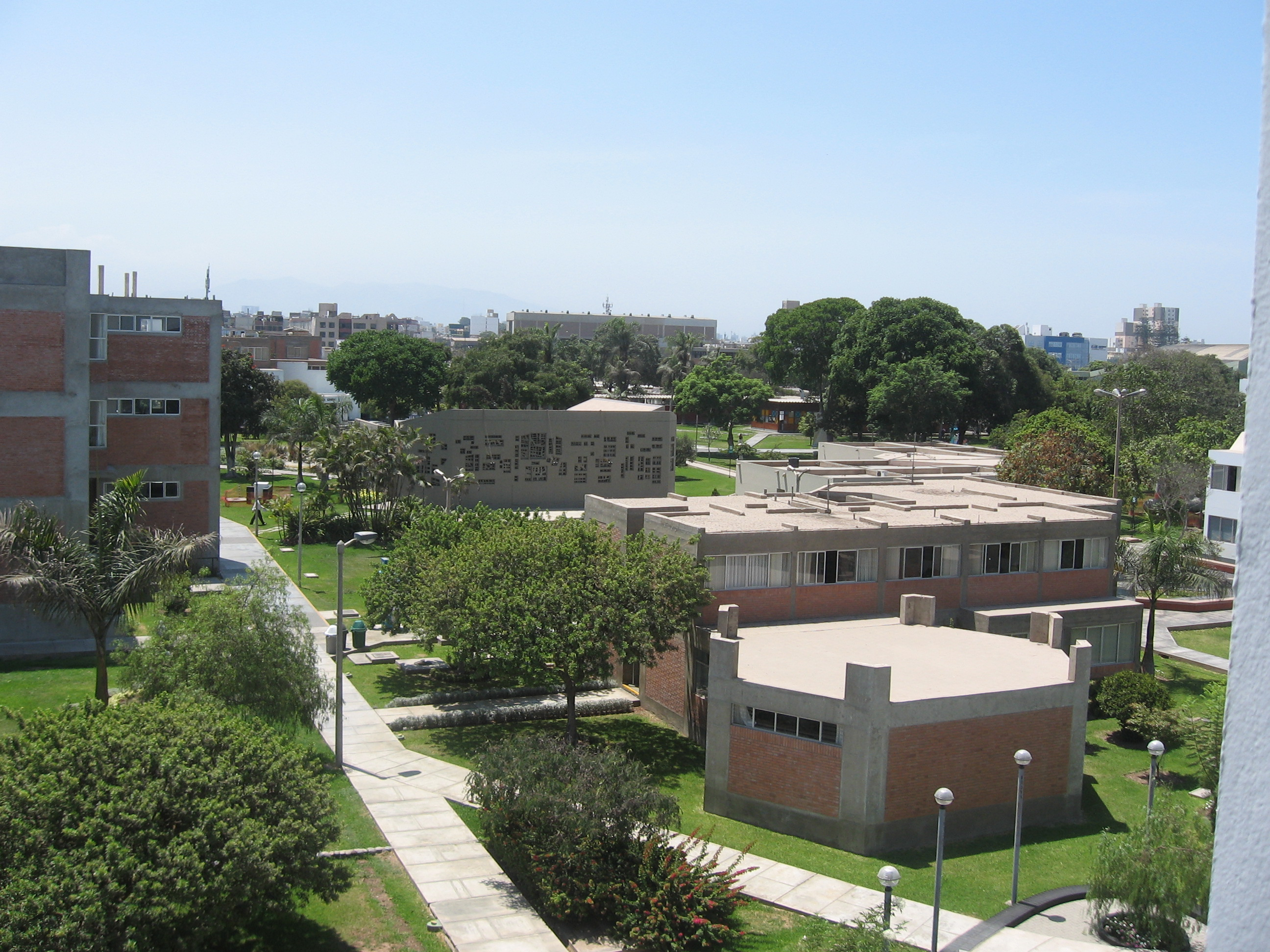
Vista del campus de la PUCP desde el edificio Zeta.

El campus Pando es la actual sede central de la Universidad. Está ubicado en el distrito de San Miguel, al oeste de Lima, sobre el antiguo fundo Pando. Este terreno de 45 hectáreas fue legado por el humanista y político peruano José de la Riva-Agüero y Osma en el año 1944. En él se encuentran todas las facultades y edificios administrativos de la Universidad. El área total es de 0.41 km², teniendo una porción significativa de la misma constituida por áreas verdes (0,17 km²) y zonas arqueológicas (0.11 km²). Dentro del campus se ubican nueve bibliotecas, dos hemerotecas, seis centros de documentación, tres museos, dos estudios de televisión, nueve laboratorios de cómputo, y 47 laboratorios especializados (acústica, espectrofotometría, hidráulica, plasma, topografía, fotografía, etc.) y 17 centros e Institutos de Investigación. También hay 19 cafeterías, cuatro auditorios, un centro de salud, un banco, una librería, un campo de grass para la práctica de fútbol y rugby, y un coliseo polideportivo.
La Facultad de Ingeniería fue edificado por Augusto Guszmán en 1961.

### Centro Cultural PUCP
Ubicado en el distrito limeño de San Isidro, el centro financiero de la ciudad, fue inaugurado el 23 de junio de 1994. Es la sede del Centro Cultural de la PUCP, en la cual se realizan talleres de actuación, cursos de empresa, exposiciones de arte y obras de teatro. Cuenta con una sala de proyección, una sala de conferencias, una sala de teatro, dos galerías de exposiciones, seis aulas, y salas para reuniones de directorio. También cuenta con un café (Art Café) y una librería (La Tertulia).

### Escuela de Negocios

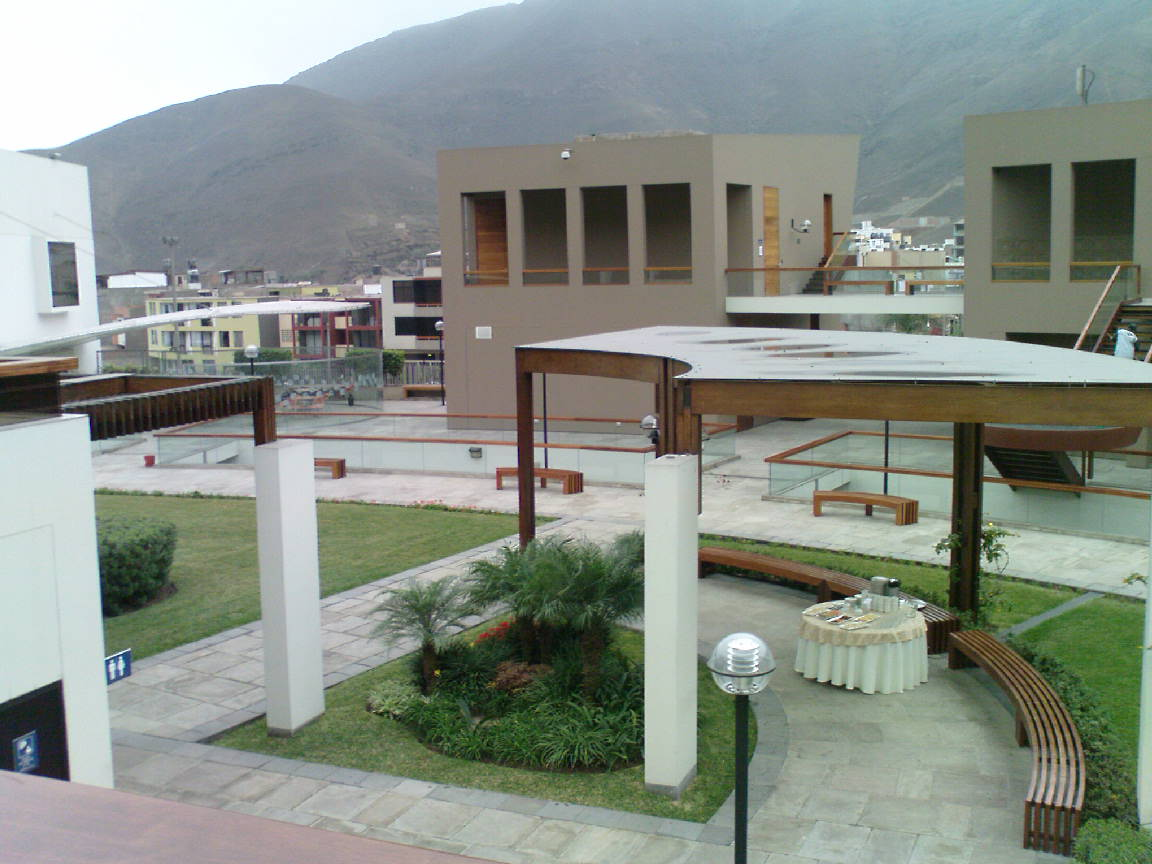
Campus del CENTRUM Católica, ubicado en el distrito de Surco.

- Centro de Negocios (siglas: Centrum PUCP): Fue creado el 8 de marzo del 2000 y dio inicio a sus actividades el 30 de marzo del mismo año. Es considerado una de las diez mejores escuelas de negocios para ejecutivos latinoamericanos. Fue la primera escuela de negocios peruana con menos de cinco años de creación en recibir la certificación de la AMBA para sus programas MBA. El CENTRUM es una de las siete escuelas de negocios en América Latina que cuentan con la triple acreditación de AACSB (Association to Advance Collegiate Schools of Business) de los Estados Unidos, AMBA (Association of MBAs) de Londres y EQUIS (European Quality Improvement System) de Bruselas. Divide sus operaciones en cinco unidades principales: CENTRUM Cátedra, CENTRUM Investigación, CENTRUM Consultoría, CENTRUM Alianzas y CENTRUM Futuro. Está ubicado en el distrito de Surco, al este de la ciudad de Lima. El área total del terreno es de 0.015 km². En él se ubican diez aulas (ocho planas y dos escalonadas), seis anfiteatros, un aula especial para reuniones de alta gerencia, un auditorio, un centro de documentación y una cafetería.

- Centro de Consultoría y Servicios Integrados (siglas: INNOVAPUCP): Es la organización encargada de canalizar la oferta de consultoría y servicios de la PUCP. Tiene como misión centralizar, coordinar y administrar todos los servicios no académicos que ofrece la PUCP, atendiendo a las necesidades de las empresas e instituciones del país. Su objetivo es brindarles, de manera eficiente y con elevados estándares de calidad, soluciones integradas e idóneas para sus problemas. INNOVAPUCP desarrolla servicios especializados de Asesoría y Consultoría, Fortalecimiento de Capacidades, Ensayos de Laboratorio (Acreditación ISO/IEC 17025 en laboratorios de ensayo), Certificación y Evaluaciones de cumplimiento, Outsourcing y Consorcios.

- Instituto para la Calidad (siglas: IC-PUCP): El Instituto para la Calidad (siglas: IC-PUCP) es un centro especializado en temas de calidad creado en 1993. Es miembro corporativo de la American Society for Quality (ASQ), del Institute of Social and Ethical Accountability (AccountAbility) y del Institute of Quality Assurance (IQA). El IC-PUCP presta servicios de consultoría, auditoría, certificación y capacitación en temas como la gestión de la calidad, la gestión de proyectos, certificaciones ISO, responsabilidad social empresarial, Six Sigma y gestión de recursos humanos. Cuenta también con un centro de documentación abastecido con las principales publicaciones sobre dichos temas.

### Otros locales

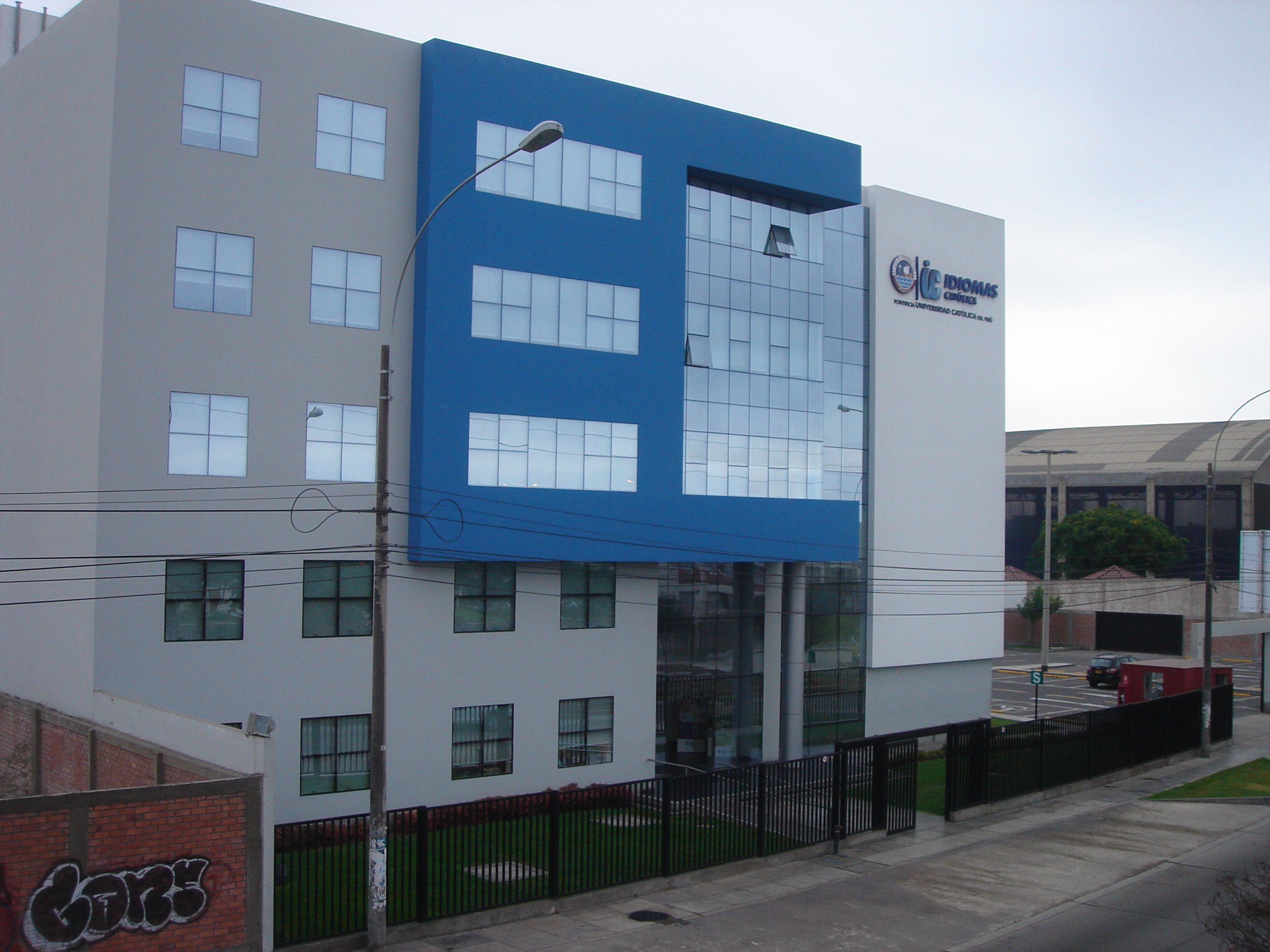
Sede del distrito de Pueblo Libre del Instituto de idiomas de la universidad.

- El Instituto de Informática (siglas: INFOPUC): Fue fundado el 25 de abril de 1991 en el distrito de Magdalena, en donde funcionó por aproximadamente 6 años. Logró así ser reconocido exitosamente como uno de los institutos pioneros en el ámbito de la informática. Tiene como finalidad atender las necesidades de capacitación, acompañamiento, soporte tecnológico e investigación en el ámbito de las tecnologías de la información y la comunicación (TIC). Así mismo, brinda servicios a empresas e instituciones educativas ofreciéndoles estrategias que les permitan el uso de la tecnología de manera eficaz y pertinente.

- La Escuela de Música: Es un centro de enseñanza musical en el que se asumen la diversidad cultural de la música peruana y la academia clásica europea. Por ello, pretende lograr progresivamente el cultivo de lo clásico y lo tradicional en un continuo proceso de enriquecimiento. La Escuela de Música de la PUCP cuenta con dos grandes líneas de acción: La formación impartida en los Cursos Regulares y la formación básica a través de Cursos de especialización. En la actualidad es parte de la facultad de Artes Escénicas.

- El Instituto de idiomas: El cual inició sus actividades el 3 de febrero de 1986.

- El Teatro de la Universidad Católica (siglas: TUC): Fue creado el 22 de junio de 1961 con Ricardo Blume como director y único profesor. En 1963 se crea la Escuela de Teatro (ETUC). En 1991 la Escuela se convierte en una unidad académica de la Universidad. En 2001 se traslada al campus Pando y se reestructura el plan de estudios. A través de los años, el TUC ha participado en numerosos festivales y encuentros internacionales en Colombia, Chile, Venezuela, Dinamarca y Finlandia, entre otros países. Es parte de la facultad de Artes Escénicas.

- El Instituto de Radioastronomía: Fundado en el 2007, cuya finalidad es el desempeño académico y la investigación en los temas de radiociencia y ciencia e ingeniería espacial.

Adicionalmente, la Universidad cuenta con un local ubicado en el distrito de Magdalena del Mar, donde funciona el Centro de Análisis y Resolución de Conflictos, y cuatro locales en los distritos de San Isidro, San Borja (Chacarilla), La Molina (Camacho) y Pueblo Libre, donde funciona el Instituto de Idiomas de la PUCP (Idiomas Católica, ex-INIPUC) y también el Instituto Confucio PUCP, donde se enseña lengua y cultura china. La Universidad también cuenta con el local de la Escuela de Música de la PUCP, ubicado en el distrito de Chorrillos.

## Investigación

### Centros y institutos de investigación

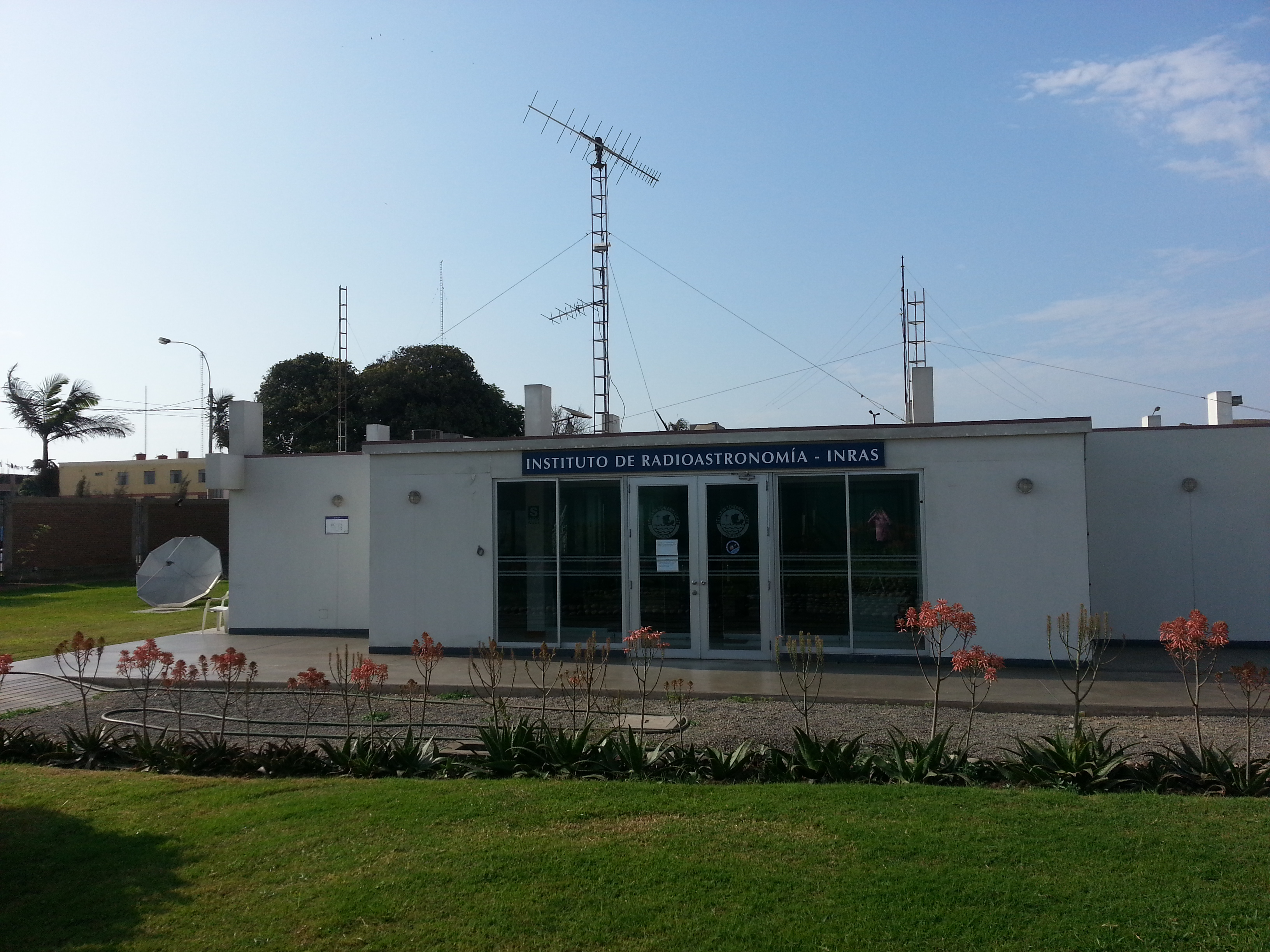
Instituto de Radioastronomía (INRAS).

La universidad tiene varios centros y institutos de investigación en diferentes áreas.
- Centro de Espectroscopía de Resonancia Magnética Nuclear
- Centro de Estudios Filosóficos (CEF)
- Centro de Estudios Orientales (CEO)
- Centro de Investigación de la Arquitectura y la Ciudad (CIAC)
- Centro de Investigación en Geografía Aplicada (CIGA)
- Centro de Investigación, Capacitación y Asesoría Jurídica (CICAJ)
- Centro de Investigaciones Sociológicas, Económicas, Políticas y Antropológicas (CISEPA)
- Centro de Investigaciones y Servicios Educativos (CISE)
- Centro de Tecnologías Avanzadas de Manufacturas (CETAM)
- Instituto de Analítica Social e Inteligencia Estratégica (PULSO)
- Instituto de Ciencias Ómicas y Biotecnología Aplicada (ICOBA)
- Instituto de Corrosión y Protección (ICP)
- Instituto de Democracia y Derechos Humanos (IDEHPUCP)
- Instituto de Desarrollo Humano de América Latina (IDHAL)
- Instituto de Estudios Internacionales (IDEI)
- Instituto de Etnomusicología (IDE)
- Instituto de la Investigación Sobre la Enseñanza de las Matemáticas (IREM)
- Instituto de la Naturaleza, Tierra y Energía (INTE)
- Instituto de Radioastronomía (INRAS)
- Instituto Riva-Agüero (IRA)

### Laboratorios
La universidad tiene más de 90 laboratorios dedicados al desarrollo de proyectos e investigaciones en diferentes áreas.
| Área de Ciencias e Ingeniería | Área de Ciencias e Ingeniería |
| --- | --- |
| Certificación | - Laboratorio de Certificación |
| CETAM | - Centro de Tecnologías Avanzadas de Manufactura |
| Civil | - Estructuras antisísmicas - Hidráulica - Mecánica de suelos |
| Corrosión y Protección | - Análisis químico - Electroquímica - Ensayos especiales de corrosión - Metalografía - Pinturas y corrosión acelerada |
| Electricidad y Electrónica | - Bioingeniería - Control avanzado - Control y automatización - Laboratorio de electricidad - Laboratorio de imágenes médicas - Microelectrónica - Microprocesadores - Procesamiento digital de señales - Proyectos electrónicos - Sistemas electrónicos                                                                                      |
| Física | - Acústica - Análisis físicos - Ciencias de los materiales - Física experimental - Laboratorio de películas delgadas - Mecánica y termodinámica - Electricidad y magnetismo - Óptica - Polímeros - Laboratorio de climatología y sismología Hipólito Unanue                                                                                   |
| Industrial | - Control de calidad - Ergonomía - Estudio del trabajo y seguridad industrial - Investigaciones y operaciones - Procesos industriales |
| Informática | - Área de investigación y desarrollo de proyectos - Ingeniería de software - Multipropósito - Redes |
| INRAS | - Instituto de Radio Astronomía |
| Matemáticas | - Estadística |
| Mecánica | - Análisis energético y ambiental - CAD/CAE - Energía - Manufactura - Materiales |
| Minas | - Análisis químico de minerales - Geología - Hidrometalurgia - Mecánica de rocas - Medio ambiente - Mineralurgía - Pirometalurgia |
| Química | - Análisis instrumental - Análisis químico - Biología - Laboratorios de investigación - Planta piloto - Resonancia magnética nuclear |
| Telecomunicaciones | - Circuitos y sistemas de comunicaciones - Conmutación y redes - Laboratorio de software - Sistemas de telecomunicaciones - Telecomunicaciones inalámbricas - Telecomunicaciones ópticas |
| Áreas de Administración y Contabilidad, Arquitectura y Urbanismo, Arte, Ciencias y Artes de la Comunicación, Ciencias Sociales, Letras y Ciencias Humanas, centros de investigación y entornos virtuales | |
| Administración y Contabilidad | - Laboratorios informáticos |
| Arquitectura y Urbanismo | - Laboratorio de cómputo |
| Arte | - Laboratorios de diseño - Laboratorio fotográfico |
| Ciencias y Artes de la Comunicación | - Cabinas de audio - Laboratorio de ampliación de fotografías - Caja Negra - Laboratorio de revelado fotográfico - Laboratorios de cómputo - Estudio de TV - Islas de edición no lineal - EsTVdio digital - Sala de observación - Sala de Gessell - Sala de trabajo de imagen - Sala de posproducción de audio y video - Salas de “visionado” |
| Ciencias Sociales | - Laboratorio del taller de antropología visual - Laboratorio de computación social |
| Letras y Ciencias Humanas | - CIGA (Centro de Investigación y Geografía Aplicada) - Laboratorios de arqueología |
| Psicología | - Laboratorio informático - Sala de observación del comportamiento humano - Laboratorio experimental - Testoteca |

## Cultura y patrimonio

### Centros culturales

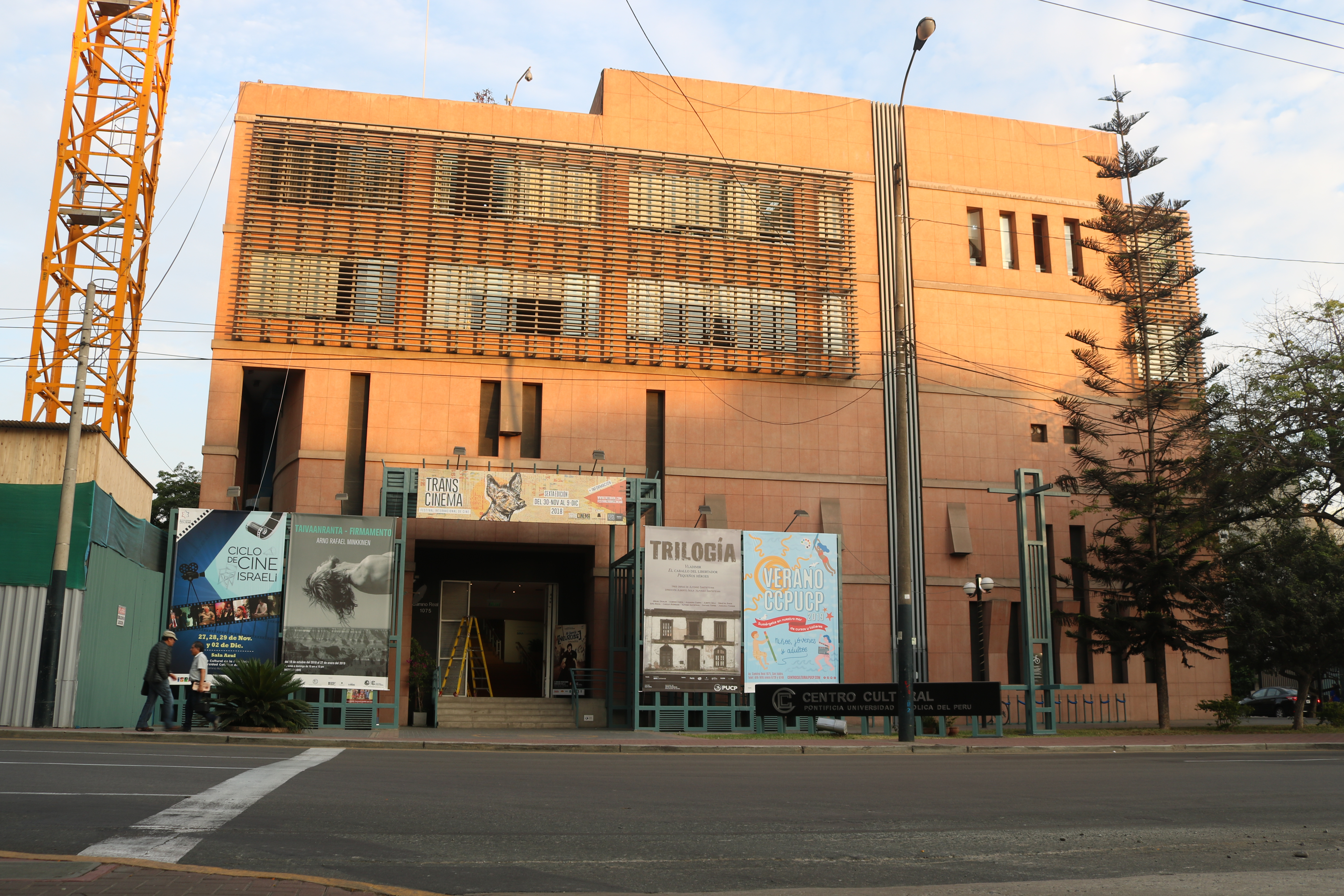
Centro Cultural de la PUCP.

- Centro Cultural (siglas: CCPUCP): Es uno de los principales medios de proyección de la Universidad hacia la comunidad. Ahí se llevan a cabo exposiciones de arte, se dictan cursos y talleres, se realizan proyecciones continuas de cine (sobre todo películas que no tienen mucha difusión en el circuito comercial), se realizan montajes teatrales, temporadas de danza moderna, música clásica, jazz, y se dictan conferencias. Es la sede principal del Encuentro latinoamericano de Cine de Lima El Cine, organizado por la PUCP cada año.
- Instituto Riva-Agüero (siglas: IRA): Fue creado en 1947 y nombrado en honor al político, intelectual y gran benefactor de la Universidad. Es un centro de investigación para las ciencias humanas que en 1955 alcanza la categoría de Escuela de Altos Estudios. Se concibe a sí mismo como una comunidad de investigadores, en su mayoría profesores y egresados de la PUCP, que trabajan en proyectos auspiciados por el IRA, o en proyectos propios que el Instituto patrocina mediante becas anuales de investigación. El IRA funciona en dos edificios históricos de propiedad de la PUCP ubicados en el centro de Lima: la casona Riva-Agüero (sede central) y la casona O'Higgins.
- Centro de Estudios Orientales (siglas: CEO): Fue inaugurado el 29 de noviembre de 1988 con la colaboración de instituciones como la Fundación Japón y la embajada de la India. Además mantiene estrechas relaciones con otras como el gobierno de la República Popular China y fundaciones culturales de la República de Corea. Gracias a ello cada año llegan al CEO profesores visitantes para dictar cursos y conferencias. El centro dicta cursos relacionados al estudio del budismo, judaísmo, arte oriental, y de idiomas orientales como el chino, japonés, coreano, sánscrito y persa a nivel básico. Otra actividad realizada por el CEO es la publicación de libros, en su mayoría traducciones y recopilaciones de obras de autores orientales. Una de las actividades apoyadas por el CEO fue la visita a la PUCP de S.S. Tenzin Gyatso, el XIV dalái lama el 7 de mayo de 2006, fecha en la que además de otras actividades brindó una conferencia pública en el coliseo polideportivo de la universidad.
- Instituto Confucio PUCP

### Inmuebles históricos

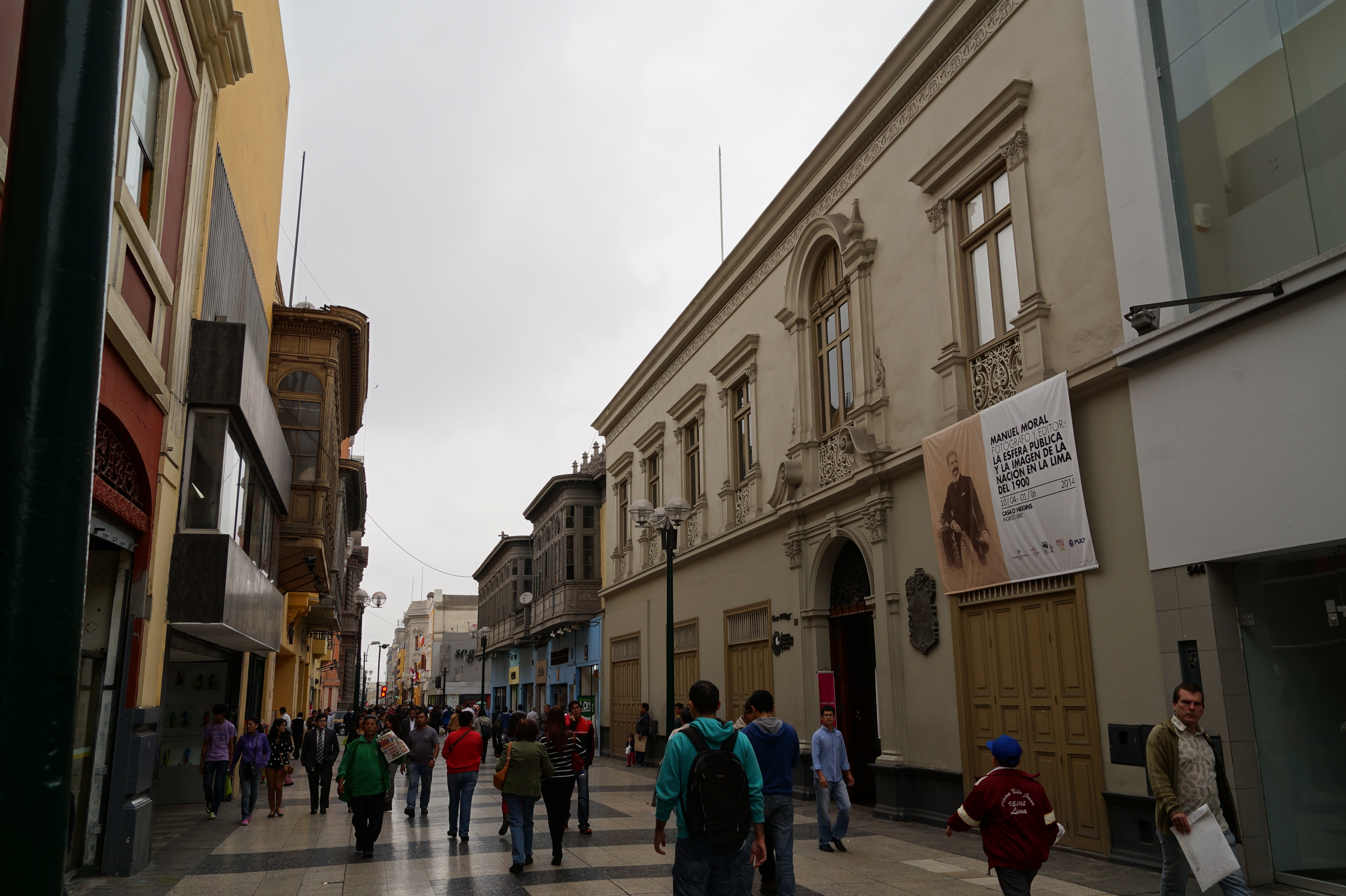
Casona O'Higgins.

- Casona O'Higgins: La construcción original de la casona O'Higgins data de inicios del siglo XVI. La construcción fue modificada con el tiempo dependiendo del uso que se le daba a la propiedad. Aquí pasó su adolescencia el prócer chileno Bernardo O'Higgins, durante el gobierno de su padre: Ambrosio O'Higgins, virrey del Perú. En 1830, durante su exilio, alquiló la casa, la cual ocupó con su familia hasta su muerte en 1842. La casa pasó a ser propiedad de la PUCP como parte del legado dejado por José de la Riva-Agüero y Osma. Actualmente sirve como un anexo del Instituto Riva-Agüero. Ahí funcionan la sección de arqueología y el museo Josefina Ramos de Cox.

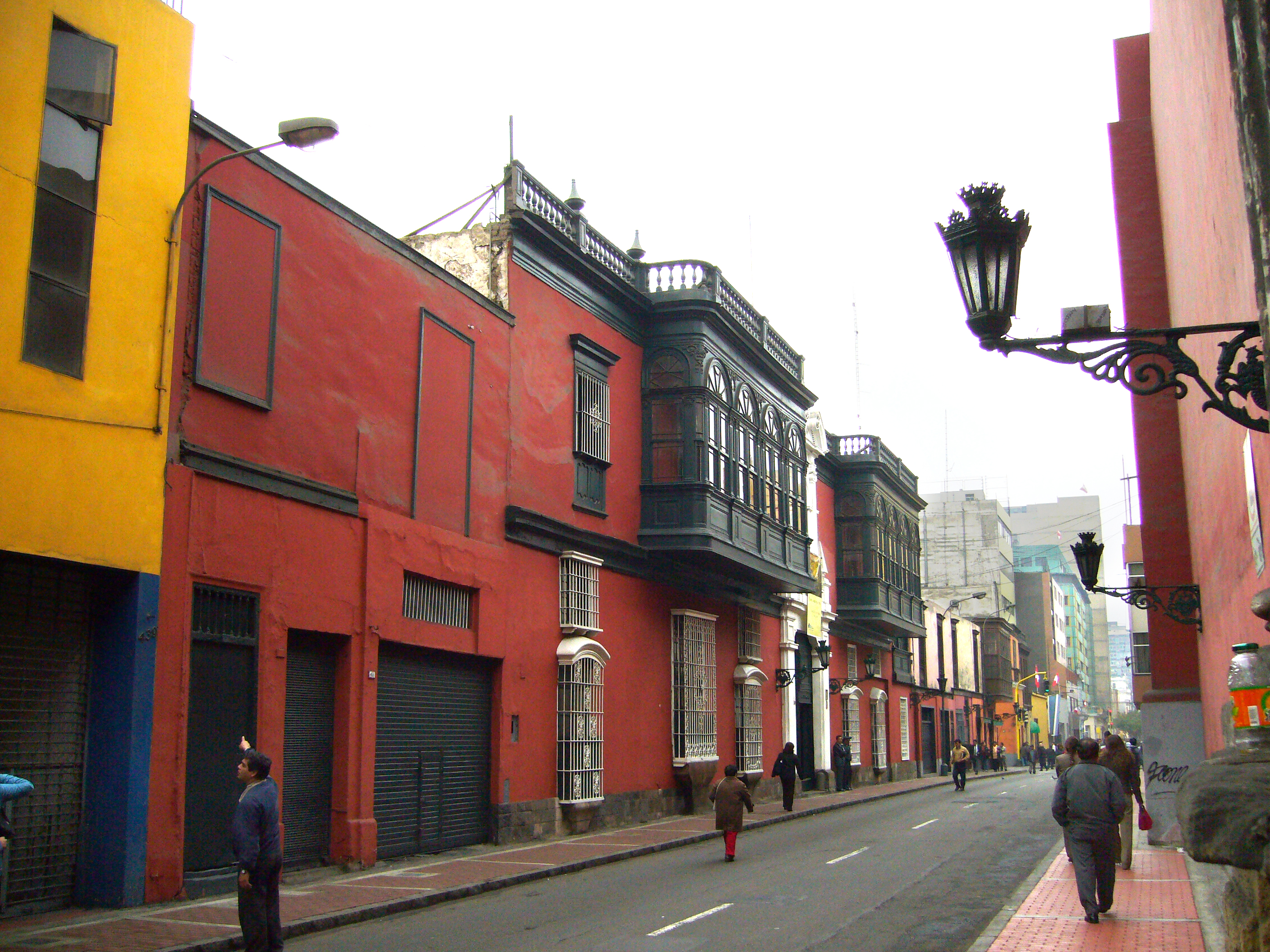
Casona Riva-Agüero.

- Casona Riva-Agüero: Construida en 1760, es considerada uno de los principales atractivos del centro histórico de Lima. Originalmente fue habitada por el coronel español Domingo Ramírez de Arellano, para ser utilizada como casa familiar. Consta de una planta de dos patios de estilo español del siglo XVI, su fachada es neoclásica de finales del siglo XVIII y cuenta con detalles arquitectónicos de influencia francesa.[11] Fue donada a la PUCP por el último de sus descendientes: José de la Riva-Agüero y Osma. Actualmente es la sede central del Instituto Riva-Agüero. Además de aulas y oficinas, ahí se encuentra una biblioteca, un archivo histórico, y el museo de Artes y Tradiciones Populares.
- Edificio Plaza Francia: Fue construido en los años 1960, a unos metros del entonces local principal de la Universidad (el del Colegio La Recoleta) en la Plaza Francia, en el centro histórico de Lima, como un complemento de este. Es por este hecho que es sus inicios era conocido como el anexo. Ahí se dictaban algunas clases de bachillerato y doctorado de la Facultad de Letras. Es una construcción de corte antiguo con dos patios internos. Actualmente funcionan ahí el Fondo Editorial, el Centro de Música latinoamericana, el Instituto de Estudios Internacionales y la Oficina de la Red para el Desarrollo de las Ciencias Sociales.
- Edificio Camaná 956: Es una casona de inicios del siglo XX, ubicada en el centro histórico de Lima. Albergó a las facultades de Educación y periodismo, el Instituto Femenino de Estudios Superiores, la Escuela de Teatro y la Academia de Arte. Actualmente es la sede del Centro de Idiomas de la PUCP (CIPUC).
- Antigua casa de verano de la familia Riva-Agüero: Ubicada en el distrito costero de Chorrillos, al sur de Lima. Albergó por más de 20 meses la exposición Yuyanapaq. Para recordar, muestra fotográfica de la Comisión de la Verdad y Reconciliación.[12]

### Patrimonio cultural

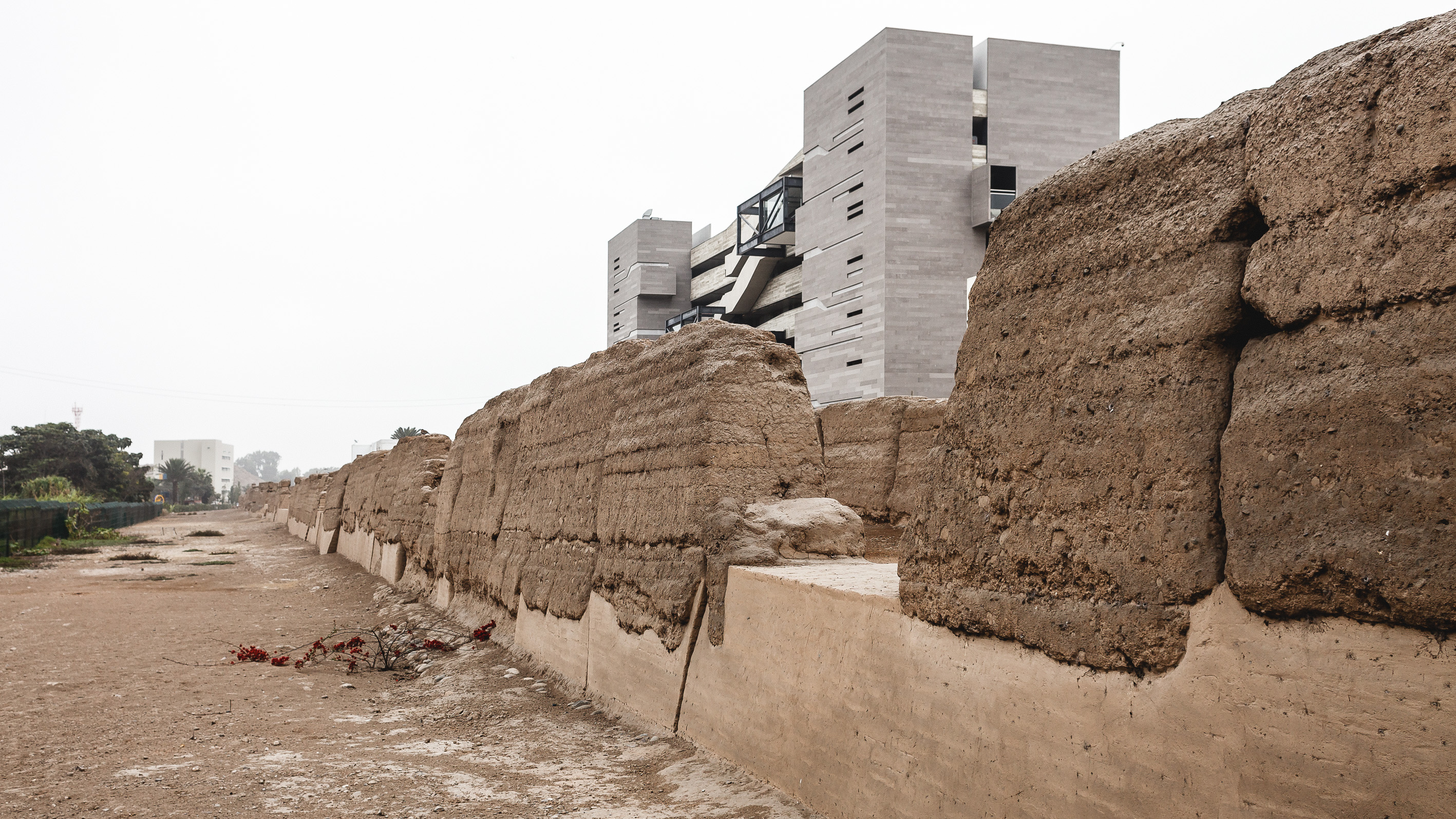
Camino prehispánico en el campus Pando.

La PUCP tiene bajo su custodia algunas piezas pertenecientes al patrimonio cultural del Perú. La más evidente de ellas son los restos arqueológicos de un camino prehispánico que atraviesa el extremo oeste del campus Pando de norte a sur. Otros casos son los ejemplares originales de textos escritos en los siglos XVI y XVII, y las colecciones de bosquejos y manuscritos de autores como César Vallejo, Abraham Valdelomar, José Santos Chocano y José María Arguedas.
- Filmoteca de Lima: En 2005, debido a problemas económicos que impedían la correcta conservación de las cintas, la Filmoteca de Lima es comprada por la PUCP. Esta colección representa el archivo fílmico más grande del país. Una vez comprada, la colección pasa a formar parte de la Filmoteca PUCP y es destacada al Centro Cultural de la Universidad para su administración y conservación, ahí se construyeron ambientes especiales para el archivo del material fílmico.[13]

- Manuscritos de Martín Adán: En 1986, fueron entregados a la PUCP cuatro grandes paquetes con miles de papeles relacionados con Martín Adán. Ahí se encontraron manuscritos originales, cartas, fotografías, biografías sobre el poeta, ediciones de sus libros, documentos personales y recortes de periódicos, entre otros. Todos los documentos pertenecen al periodo posterior a la década de 1930. Todo esto pasó a custodia de la PUCP en mayo de 1989, cuando Juan Mejía Baca (anterior custodio) y la familia de Martín Adán hicieron la entrega formal de la colección. Los documentos fueron cuidadosamente codificados, catalogados, digitalizados y tratados para su conservación.

- Cuadernos de Luis Hernández: En 2000, fueron donados a la PUCP los Cuadernos del ropero, un pequeño mueble con manuscritos del poeta peruano Luis Hernández adheridos en la parte posterior en forma de collage. Este hecho desencadenó un proyecto para recopilar los manuscritos del poeta, muy pocos de ellos editados y bastante dispersos. Muchos de los cuadernos se encontraban en mal estado, por lo que se inició de inmediato el proceso de digitalización para evitar la pérdida permanente de los textos. Los resultados pueden ser observados en la página web creada por la Universidad donde se presentan página a página 49 cuadernos y otros materiales relacionados con el poeta (casi la totalidad de su obra). La web posee más de 2000 imágenes de documentos.

- Manuscritos musicales de Daniel Alomía Robles: El 1 de diciembre de 2006, se hizo la entrega oficial de los manuscritos musicales de Daniel Alomía Robles, donados a la PUCP por su familia. Estos manuscritos son los originales de las 238 obras escritas por el compositor. Entre ellos se encuentran los de sus composiciones más conocidas: El cóndor pasa e Himno al sol. La colección fue destacada al Instituto de Etnomusicología de la Universidad para su digitalización y conservación.

## Modelo educativo
El modelo educativo de la PUCP fue actualizado el 5 de octubre de 2023. En el documento del modelo educativo de la PUCP se señala lo siguiente: "En sintonía con nuestra misión y valores, nuestro modelo educativo se cimenta en la rigurosidad académica, la pluralidad de enfoques científicos y humanistas, nuestros principios éticos y valores católicos, el respeto a la diversidad, el compromiso con el desarrollo del Perú y sus habitantes, con el objetivo de servir al país y al mundo mediante la formación de ciudadanos, el desarrollo de conocimiento a través de la investigación, el diálogo y la proyección hacia la sociedad a través de todas nuestras actividades. En ese sentido, son cuatro nuestras líneas de acción: docencia, investigación, relación con el entorno y gestión, siempre articuladas en busca del bienestar del individuo (estudiantes, profesores y trabajadores en general) y de la sociedad a la que pertenecemos." (Tomado de: Modelo educativo PUPC)

## Rankings académicos
En los últimos años se ha generalizado el uso de rankings universitarios internacionales para evaluar el desempeño de las universidades a nivel nacional y mundial; siendo estos rankings clasificaciones académicas que ubican a las instituciones de acuerdo a una metodología científica de tipo bibliométrica que incluye criterios objetivos medibles y reproducibles, tomando en cuenta por ejemplo: la reputación académica, la reputación de empleabilidad para los egresantes, la citas de investigación a sus repositorios y su impacto en la web. Del total de 92 universidades licenciadas en el Perú, La Pontificia Universidad Católica del Perú se ha ubicado siempre dentro de los cinco primeros lugares a nivel nacional en los diversos rankings universitarios internacionales. Junto con la Universidad Nacional Mayor de San Marcos y la Universidad Peruana Cayetano Heredia, es una de las tres únicas universidades peruanas que han llegado a ocupar la primera posición a nivel nacional en determinadas ediciones de las clasificaciones académicas existentes, tales como los University Rankings by Academic Performance del URAP Center, la Clasificación mundial de universidades QS por Quacquarelli Simonds, los Rankings Web of Universities por CSIC conocido como Webometrics, y los SIR World Reports por SCImago Research Center.
| Clasificación                                                                  | 2010    | 2011     | 2012               | 2013     | 2014        | 2015        | 2016        | 2017        | 2018        | 2019         | 2020         | 2021                |
| ------------------------------------------------------------------------------ | ------- | -------- | ------------------ | -------- | ----------- | ----------- | ----------- | ----------- | ----------- | ------------ | ------------ | ------------------- |
| Academic Ranking of World Universities Puesto en Perú (Puesto en el Mundo)     | —       | —        | —                  | —        | —           | —           | —           | —           | —           | —            | —            | —                   |
| Webometrics Ranking of World Universities Puesto en Perú (Puesto en el Mundo)  | 1 (629) | 2 (870)  | 2 / 1 (1335 / 687) | 1 (891)  | 1 (749)     | 1 (1000)    | 1 (949)     | 1 (1129)    | 1 (1066)    | 1 (971)      | 1 (944)      | 2 / 2 (1724 / 2191) |
| University Ranking by Academic Performance Puesto en Perú (Puesto en el Mundo) | —       | —        | 2 (1895)           | 2 (1815) | 3 (1874)    | 2 (1501)    | 2 (1480)    | —           | 2 (1471)    | 2 (1477)     | 2 (1592)     | 2 (1710)            |
| SCImago Institutions Rankings Puesto en Perú (Puesto en el Mundo)              | —       | —        | 2 (691)            | 1 (642)  | 1 (609)     | 1 (609)     | 1 (610)     | 1 (605)     | 1 (693)     | 4 (718)      | 5 (757)      | 4 (751)             |
| QS World University Rankings Puesto en Perú (Puesto en el Mundo)               | —       | 2 (601+) | 1= (601+)          | —        | 1 (551-600) | 1 (501-500) | 1 (501-500) | 1 (501-500) | 1 (431-440) | 1 (551-560)  | 1 (474=)     | 1 (432=)            |
| THE World University Rankings Puesto en Perú (Puesto en el Mundo)              | —       | —        | —                  | —        | —           | —           | —           | —           | 1 (601-800) | 2 (800-1000) | 2 (800-1000) | 2 (1000+)           |